# Żuków (Lublin)
Żuków [pronunciación en polaco: /ˈʐukuf/] es un pueblo en el distrito administrativo de Gmina Włodawa, dentro del Distrito de Włodawa, Voivodato de Lublin, en el este de Polonia, cercano a la frontera con Bielorrusia. Se encuentraaproximadamente 12 kilómetros al noreste de Włodawa y 71 kilómetros al noreste de la capital regional, Lublin.
El pueblo tiene una población de 354 habitantes.